# Brendan Coyle
Brendan Coyle (Corby, 2 de diciembre de 1962) es un actor británico-irlandés.

## Primeros años
Coyle nació en Corby, Northamptonshire, de padre irlandés y madre escocesa; sus padres se mudaron a Corby de Strabane, Condado de Tyrone, Irlanda del Norte. Coyle tiene una ciudadanía irlandesa y británica. Es el sobrino del mánager Matt Busby. En septiembre de 2011, The Daily Mail tuvo un artículo mencionando a la esposa de Coyle; luego aclaró que se refería a su esposa ficticia en Downton Abbey.

## Educación
Estudió en una escuela dramática en Dublín en 1981 y luego recibió una beca para Mountview Academy of Theatre Arts en Inglaterra en 1983.

## Carrera
Coyle recibió un Premio Laurence Olivier en 1999 por su actuación en The Weir y ganó un Premio New York Critics Theater World por Debut en Broadway por la misma obra en su producción en Nueva York. En 2001, Coyle apareció en la película Conspiracy. Interpretó a Kaz Sweeney en True Dare Kiss, y Nicholas Higgins en North and South.  En 2010, comenzó interpretando a John Bates, en Downton Abbey. Fellowes escribió el papel para Coyle.

## Filmografía

### Series de televisión
| Año             | Título                  | Personaje      | Notas                                |
| --------------- | ----------------------- | -------------- | ------------------------------------ |
| 2015 - presente | Spotless                | Nelson Clay    | 10 episodios                         |
| 2015            | Murdoch Mysteries       | Mr. Rankin     | episodio "A Merry Murdoch Christmas" |
| 2010 - 2015     | Downton Abbey           | John Bates     | 52 episodios                         |
| 2012 - 2013     | Starlings               | Terry          | 16 episodios                         |
| 2008 - 2010     | Lark Rise to Candleford | Robert Timmins | 31 episodios                         |
| 2003            | Waking the Dead         | Martin Corgan  | 2 episodios                          |
| 1996            | Silent Witness          | Liam Slattery  | 2 episodios                          |